# Lawrence Tierney
Lawrence James Tierney (n. 15 martie 1919, New York City, New York, SUA – d. 26 februarie 2002, Los Angeles, California, SUA) a fost un actor american, cunoscut pentru diversele interpretări ale mafioților și criminalilor, precum Joe Cabot în Profesioniștii crimei al lui Quentin Tarantino.
Lawrence Tierney a murit de pneumonie pe 26 februarie 2002, la vârsta de 82 de ani, într-un azil de bătrâni⁠(d) din Los Angeles, Statele Unite.